# Lake Wynonah
Lake Wynonah is een plaats (census-designated place) in de Amerikaanse staat Pennsylvania, en valt bestuurlijk gezien onder Schuylkill County.

## Demografie
Bij de volkstelling in 2000 werd het aantal inwoners vastgesteld op 1961.

## Geografie
Volgens het United States Census Bureau beslaat de plaats een oppervlakte van 8,4 km², waarvan 7,6 km² land en 0,8 km² water.

## Plaatsen in de nabije omgeving
De onderstaande figuur toont nabijgelegen plaatsen in een straal van 8 km rond Lake Wynonah.